# Al Lowe
Al Lowe (nacido el 24 de julio de 1946) es un músico y diseñador de videojuegos de Estados Unidos que desarrolló varios juegos de aventura, principalmente para Sierra On-Line. Es conocido principalmente por su creación de Leisure Suit Larry.

## Principios de su carrera
Lowe inició su carrera enseñando música en la escuela pública durante 15 años. Tras ese tiempo aprendió a programar de forma autodidacta y en 1982 el diseño tres videojuegos para Apple II: Dragon's Keep, Bop-A-Bet, y Troll's Tale. Sierra Entertainment compró estos juegos en 1983 y Al empezó a trabajar en la empresa como programador y diseñador durante 16 años. 
Sus primeros proyectos incluyen Winnie the Pooh in the Hundred Acre Wood, Donald Duck's Playground, y The Black Cauldron, todos basados en licencias de Disney. 
En 1986, fue el programador líder en King's Quest III: To Heir Is Human y Police Quest I y también compuso la música para otro juegos de Sierra. 
Es más conocido por su serie de juegos de Leisure Suit Larry y su tema principal, que compuso él mismo. Tras el éxito de Larry Laffer, Lowe también diseño otros juegos tales como Torin's Passage y Freddy Pharkas: Frontier Pharmacist (junto con Josh Mandel). A lo largo de su carrera, Lowe fue conocido por su distintiva calva cabeza, barba completa, y por su abdomen abultado. Le gusta llamarse a sí mismo como «el diseñador de videojuegos más viejo del mundo».
En 1994, se trasladó con su familia a Seattle para disfrutar de su retiro desde 1998. Lowe ha tocado saxofón de manera profesional desde los 13 años y todavía toca junto con bandas de jazz local, incluyendo MOJO.

## iBase Entertainment
En una entrevista de 2006, Al reveló que actualmente no se encontraba retirado, sino que ha dedicado más de un año al desarrollo secreto de un nuevo videojuego Sam Suede: Undercover Exposure, un juego de acción de comedia desarrollado por iBase Entertainment, la cual fundó junto a Ken Wegrzyn. Incapaz de encontrar un distribuidor para publicar y promocionar Sam Suede, iBase Entertainment cerro en diciembre de 2006. Siguiendo con su retiro, Lowe expreso serias dudas sobre su retorno a la industria del videojuego.
En enero del 2007, el sitio web para Sam Suede desarrollado por iBase Entertainment muestra al proyecto como pospuesto.

## Trabajos posteriores
En 2012 Al Lowe dejó su retiro para lanzar, junto a Replay Games Inc. un proyecto de micromecenazgo en la plataforma Kickstarter
  para desarrollar Leisure Suit Larry: Reloaded una adaptación del clásico Leisure Suit Larry in the Land of the Lounge Lizards. El proyecto fue financiado con éxito, consiguiendo 150.000 dólares más de los 500.000 que se pedían inicialmente.
La intención de Replay Games Inc. era la de revisitar toda la saga hasta llegar a una octava entrega, que no pudo ser desarrollada debido al cierre de Sierra On-Line. Sin embargo, el 11 de diciembre de 2013 Lowe anunció que dejaba Replay Games y volvía a su retiro. El comunicado oficial de Replay Games fue que el retiro de Lowe fue en términos amigables, pero el propio Al Lowe negó estos hechos, afirmando que su marcha no fue en términos amigables en absoluto.

## Otros
En noviembre del 2007 fue el invitado de honor en Alternative Party 2007 en Helsinki, Finlandia y tocó su saxofón en vivo junto con la banda de David Hasselhoff. Actualmente, la principal actividad de Lowe es el mantenimiento de su sitio web de humor Al Lowe's Humor Site y de CyberJoke 3000, una lista de correos que envía cada día dos chistes a sus suscriptores
Lowe ha sido aficionado a los ferrocarriles a escala durante varias décadas. Es miembro de the Board of Directors of the 4th Division of the Pacific Northwest Region of the National Model Railroad Association.